# アブドゥル・サッタル・イーディ

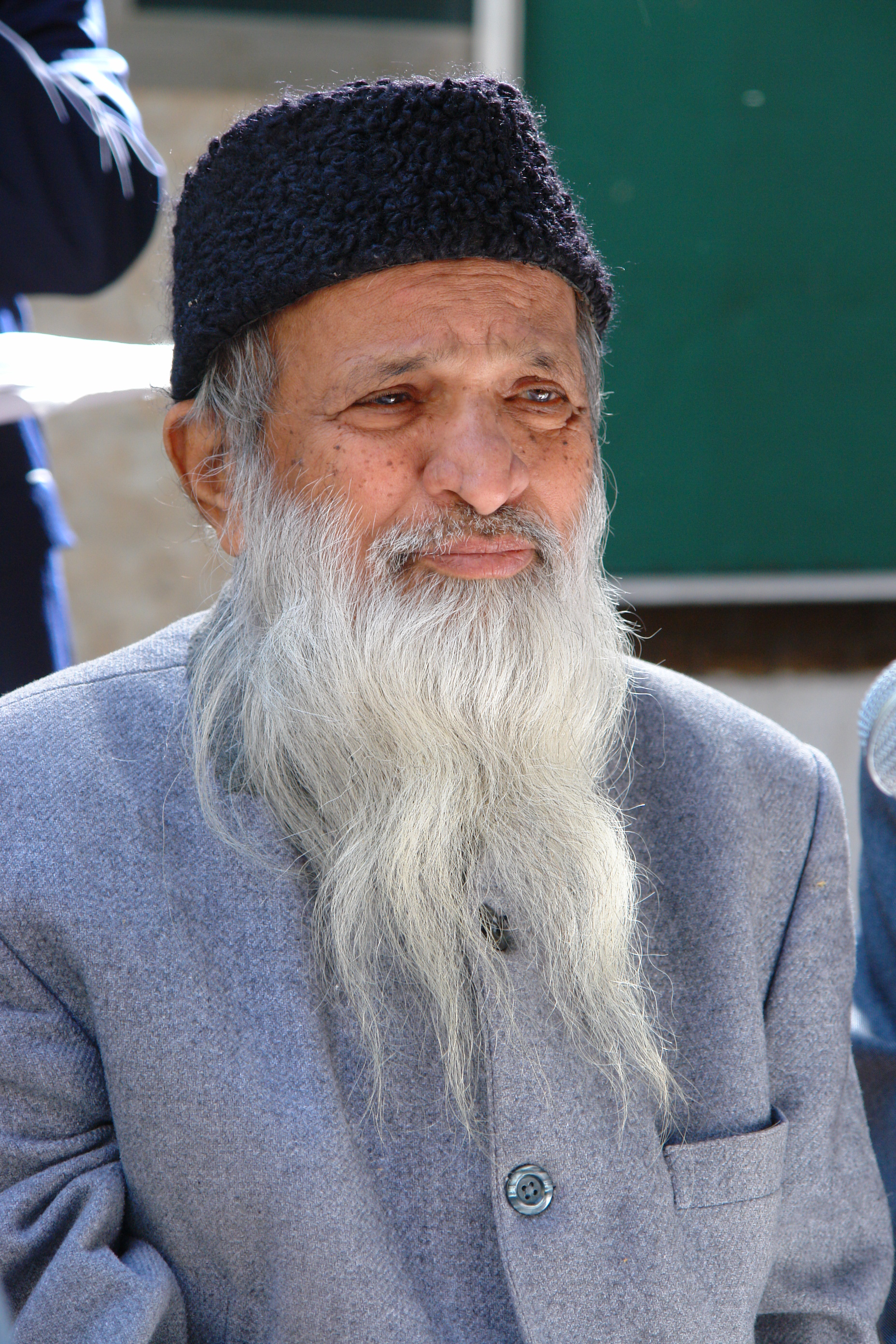
アブドゥル・サッタル・イーディ（2009年ごろ）

アブドゥル・サッタル・イーディ（ウルドゥー語:عبد الستار ایدھی,英: Abdul Sattar Edhi, 1928年2月28日? - 2016年7月8日）は、パキスタンの社会事業家、慈善事業家。 Edhi（エディ）財団創設者として、遺棄された幼児2万人以上を救助し、5万人以上の孤児を助け、4万人の看護師を育てた。パキスタンなどでは「慈悲の天使」などと呼ばれている。アブドゥル・サッタール・エディなどと表記される例もある。2017年には50パキスタン・ルピー硬貨に、「慈悲 1928-2016」という文言とともに肖像が刻まれた。

## 経歴
1928年2月28日もしくは1月1日にイギリス領インド帝国（当時）グジャラート州バントバに生まれた。父親は中産階級だったという。母親はアブドゥルが11歳の頃に病にかかり、19歳の頃に亡くなった。アブドゥルはいつも母親から登校前に2枚のコインを渡されると「1枚は自分のため、もう1枚は貧しい人のため」と諭され、使い残して帰宅すると叱られたという。
こうした体験が、この後の彼の人生を決定づけた。1947年にインド・パキスタン分離独立が起きると、彼は一家ごとパキスタンに移住し、カラチに定住した。1951年には彼の蓄えにより、小ぶりな店鋪を買い取った無料診療所などの慈善事業を始めた。出身地や宗派による分け隔てをせず、現在のエディ財団に至るまでパキスタン政府や外国からの寄付を受けないことで、政治的に中立を守った。それ以降、60年間社会事業と慈善活動に尽力し、2016年に88歳で亡くなった。60年を超える活動で、幼児2万人と孤児5万人を超える人々を助け、4万人の看護師および600台の救急車を備え、多数の病院などを設立したとされる。2017年2月28日にGoogleが生誕89周年を祝ってGoogleロゴに採用した事により日本でも知られるようになり、同年にはエディ財団が日経アジア賞の文化・社会部門で表彰された。妻は、診療所で働いていた看護師のBilquis。死去時にはパキスタンで国葬が営なまれた。
エディ財団の活動は、息子のフェイサル・エディが引き継いでいる。